# London 1986
London 1986 – wydany w roku 1998 nakładem wytwórni fonograficznej Pond Life album koncertowy angielskiej grupy muzycznej Talk Talk, zarejestrowany 8 maja 1986 roku w Hammersmith Odeon w Londynie podczas trasy promującej longplay The Colour of Spring.

## Lista utworów
Opracowano na podstawie materiału źródłowego.
| Nr | Tytuł utworu              | Muzyka                         | Długość |
| -- | ------------------------- | ------------------------------ | ------- |
| 1. | „Tomorrow Started”        | Mark Hollis                    | 7:51    |
| 2. | „Life’s What You Make It” | Mark Hollis, Tim Friese-Greene | 4:31    |
| 3. | „Does Caroline Know?”     | Mark Hollis                    | 7:36    |
| 4. | „Living in Another World” | Mark Hollis, Tim Friese-Greene | 7:05    |
| 5. | „Give It Up”              | Mark Hollis, Tim Friese-Greene | 5:55    |
| 6. | „It’s My Life”            | Mark Hollis, Tim Friese-Greene | 6:29    |
| 7. | „Such a Shame”            | Mark Hollis                    | 9:01    |
| 8. | „Renée”                   | Mark Hollis                    | 7:45    |
|    |                           |                                | 56:13   |

## Twórcy
Opracowano na podstawie materiału źródłowego.
Muzycy:
- Mark Hollis – śpiew
- Lee Harris – perkusja
- Paul Webb – gitara basowa, wokal wspierający

Dodatkowi muzycy:
- David Rhodes – gitara, wokal wspierający
- Danny Cummings – instrumenty perkusyjne
- Phil Reis – instrumenty perkusyjne
- Ian Curnow – keyboardy
- Rupert Black – fortepian
- Mark Feltham – harmonijka ustna